# Johann Georg von Rechenberg

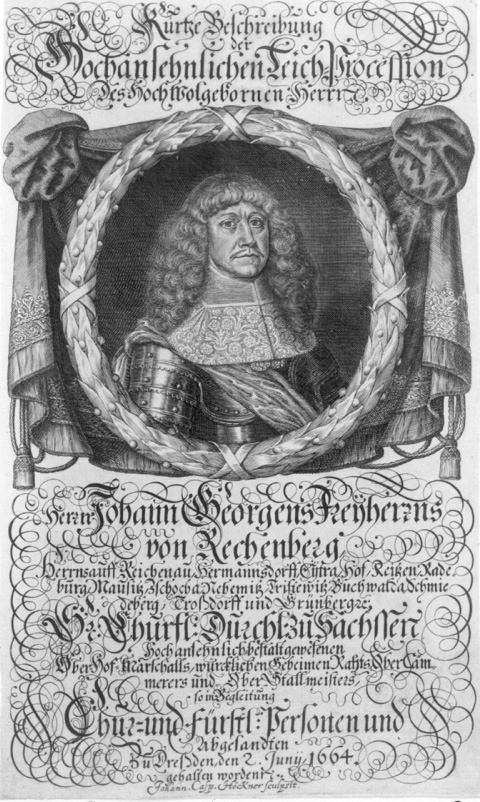
Johann Georg von Rechenberg (Radierung von Johann Caspar Höckner)

Johann Georg Freiherr von Rechenberg, auch Hans George Baron von Rechenberg, Johannes Georg von Rechenbergk oder Hanßgeorg von Rechenbergk, (* 11. Oktober 1610 in Cunnersdorf, Oberlausitz; † 7. April 1664 in Dresden) war ein kursächsischer Oberhofmarschall, Wirklicher Geheimer Rat, Oberkammerherr und Oberstallmeister.
Unter dem Gesellschaftsnamen Der Vorbehaltene wurde er als Mitglied in die Fruchtbringende Gesellschaft aufgenommen.

## Leben und Wirken
Johann Georg kam 1610 als Sohn des Freiherrn Johann Joseph von Rechenberg auf Cunnersdorf in der Oberlausitz zur Welt. Seine Mutter war Ursula von Gersdorf aus dem Hause Lipsa. 1629 kam er als Page des Kurprinzen an den Hof des Kurfürsten Johann Georg I. von Sachsen. Von 1633 bis 1636 ließ ihn Kurprinz Johann Georg II. auf seine Kosten nach England, Frankreich und in die Niederlande reisen. 1639 erwarb von Rechenberg das außerhalb der Stadtmauern vor dem Pirnaischen Tor Dresdens gelegene Gelände des heutigen Blüherparks, auf dem er vierzehn Jahre später ein Lustschloss errichten ließ. 1641 wurde er zum Stallmeister und Churfürstlichen Ober-Cämmerer ernannt und Kaiser Ferdinand III. erneuerte ihm 1656 für seine Dienste die Freiherrenstandsbestätigung, die seine Vorfahren gehabt hatten.
Nach der Regierungsübernahme durch Kurfürst Johann Georg II. im Jahr 1656 wurde er von diesem am 22. Oktober zum Oberhofmarschall und Oberkämmerer ernannt. 1649 wird er Besitzer vom Rittergut Schmiedeberg, 1657 kam die Grundherrschaft über das Rittergut Hermsdorf einschließlich Wahnsdorf durch Übertragung von Kurfürst Johann Georg II. an den Freiherrn von Rechenberg. Im gleichen Jahr erwarb er den Bischofsberg in Zitzschewig, aus dem er unter anderem durch Umbau eines vorhandenen Winzerhauses das Hohenhaus machte. Seine Frau Rachel von Werthern, Tochter des Dietrich von Werthern zu Frohndorf, Besitzer des Schlosses Triestewitz, brachte einen weiteren Weinberg zum Besitz hinzu, der ab da sechzehn zusammenhängende Bergteile umfasste. Nach dem Tod ihres Mannes agierte sie als Vormund ihrer Söhne Hans Dietrich und Hans Georg.
Rechenberg war 1658 als sächsischer Oberhofmarschall einer der Begleiter seines Kurfürsten Johann Georg II. bei der Kaiserwahl von Leopold I. in Frankfurt am Main und wurde daraufhin zum Wirklichen Geheimen Rath und Premier-Minister, 1664 zum Ober-Stallmeister ernannt. Nach seinem im gleichen Jahr erfolgten Ableben ordnete der Kurfürst die Begräbnisfeierlichkeiten persönlich an und nahm im Beisein des Kurprinzen Johann Georg, des Herzogs Moritz von Sachsen-Zeitz und des Landgrafen Georg Christian von Hessen-Homburg persönlich daran teil. Beigesetzt wurde er am 14. April in der Dresdner Kreuzkirche.

## Ehen und Nachkommen
Johann Georg Freiherr von Rechenberg, Herr zu Herrmannsdorf, Reichenau, Eytra, Hof, Mausitz, Rehemitz, Radeburg, Zschochau, Tristewitz, Buchwalda, Draßdorf, Grünberg, Cracau und Schmiedeberg, war dreimal verheiratet, wobei fast sämtliche Güter durch seine beiden letzten Ehen in seinen Besitz kamen:
1. (am 21. Januar 1638) mit Perpetua Juliana († 9. Juli 1645 in Dresden), Tochter von Wolf Albrecht von Carlowitz aus dem Hause Griebenstein, Hauptmann der Festung Pleißenburg, von der er nur eine Tochter, 1660 Gemahlin des Herrn von Schönberg zu Biberstein, hinterließ
2. (am 2. November 1646) mit Magdalena Sophia († 5. Februar 1655 auf Schloss Sonnewalde), Tochter von Freiherr Reinhard von Taube auf Neukirchen und Höckericht, Kursächsischer Oberstallmeister und Amtshauptmann zu Chemnitz. Alle fünf Kinder dieser Ehe verstarben in jungen Jahren noch vor dem Vater.
3. (am 18. Februar 1656) mit Rahel († 17. Januar 1677), Tochter von Dietrich von Werther, Kaiserlicher Erb-Kammerthürhüther und Chursächsischer Geheimer Rath, Kammerdirector und Bergrath auf Beichlingen, Frohndorf und Eytra. Von den fünf Kindern aus dieser Ehe überlebten nur eine Tochter und zwei Söhne den Vater. Sein Sohn Johann Dietrich, Königlich Polnischer und Kursächsischer Geheimer Rat, hinterließ nur zwei Töchter aus seiner morganatischen Ehe. Johann Georg, der andere Sohn, Königlich Polnischer Geheimer Rat und Kammerherr, Hauptmann des Leipziger Kreises, Gesandter in Hannover, heiratete Luise (1671–1709), Tochter von Hans Adam von Schöning, und starb 1729 im Alter von 70 Jahren.